# 테프
테프(teff, 학명: Eragrostis tef 에라그로스티스 테프[*])는 벼과의 한해살이풀이다. 아프리카의 뿔 지역이 원산지이며, 특히 에티오피아와 에리트레아에서 주식 곡물로 재배된다. 이름의 어원은 암하라어 "떼프(ጤፍ)"이다. 테프 낟알은 흰색에서 짙은 적갈색을 띠며, 크기가 아주 작다.

## 사진 갤러리

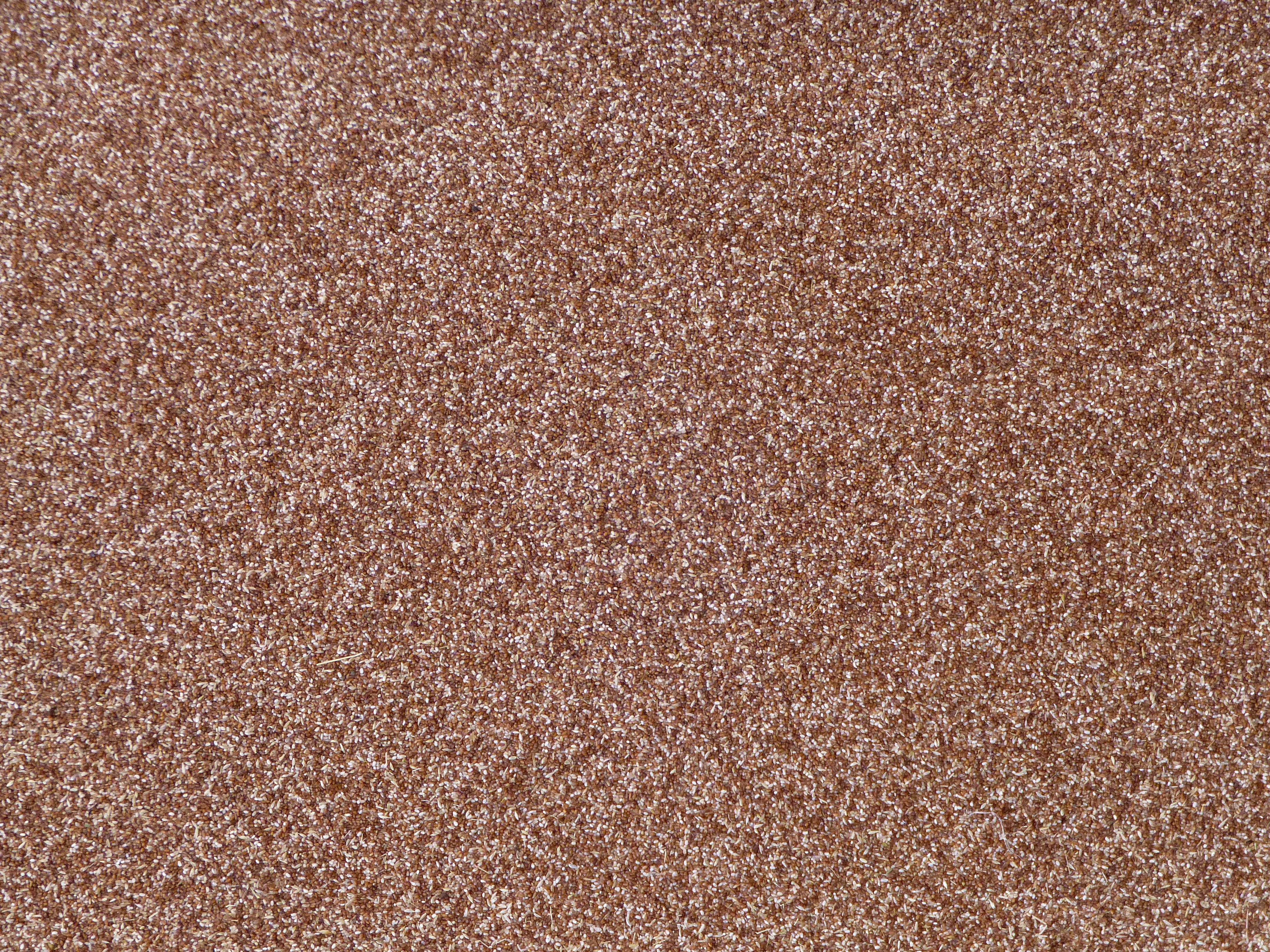
테프

## 같이 보기
- 은저라